# Guggenheim Museum (Abu Dhabi)

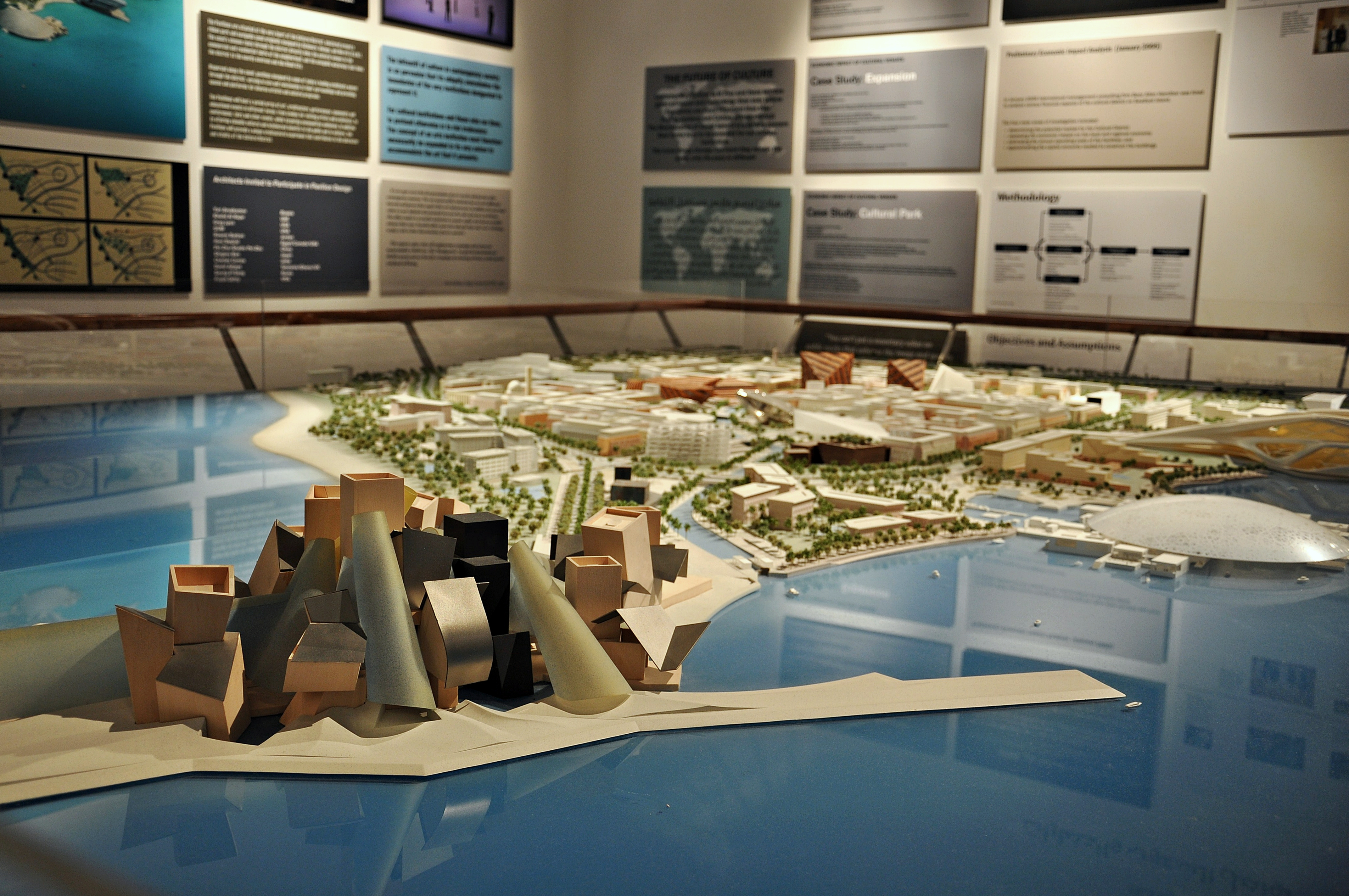
Maquette

Het Guggenheim Museum is een gepland kunstmuseum in Abu Dhabi, de hoofdstad van de Verenigde Arabische Emiraten. 

## Guggenheim Abu Dhabi
Er zijn al Guggenheimmusea op verschillende locaties ter wereld, waaronder het oorspronkelijke Guggenheim Museum in New York. In 2006 werd een overeenkomst gesloten met Abu Dhabi om ook daar een te openen. Op 8 juli 2006 ondertekende Abu Dhabi een overeenkomst met de Solomon R. Guggenhem Foundation. Het gebouw zal het grootste Guggenheimmuseum tot nu toe worden. De architect is Frank Gehry. Het is de bedoeling dat er kunst wordt tentoongesteld die beïnvloed is door de islamitische cultuur en die van het Midden-Oosten. Volgens de plannen uit 2006 zou het museum in 2012 geopend worden.

## Locatie
Het museum zal gevestigd worden op het eiland Saadiyat, dat tegen 2025 helemaal af moet zijn. Dit eiland ligt op 500 m van de kust van de hoofdstad, de opzet is om dit het cultureel centrum van het land te maken. Het eiland zal onderverdeeld worden in verschillende wijken, waarvan een wijk volledig voor cultuur wordt gereserveerd. Het eiland dient ook als een kunstmatige golfbreker om de noordelijke stranden te beschermen.

## Ontwerp en constructie
De architect van het gebouw is Frank Gehry, ook de ontwerper van het Guggenheim Museum in Bilbao en de verlichting werd ontworpen door L'Observatoire International.
Het doel van het eiland is om een tentoonstellingsruimte te creëren om de ooit zo slaperige woestijnstad langs de Perzische Golf om te vormen tot een hoofdstad van internationale kunst en een toeristische bestemming. Het museum zal tentoonstellingszalen bevatten, maar ook een ruimte voor onderwijs, een onderzoeksruimte en een beschermd laboratorium. Daarnaast is het ook een centrum voor hedendaagse Arabische, islamitische en Midden-Oosterse cultuur en een centrum voor kunst en technologie. Om de structuren te beschermen tegen de warme zon in de woestijn, ontwierp Gehry een overdekte binnenplaats. Deze binnenplaats is gebaseerd op de traditionele Midden-Oosterse cultuur en hier komen  windmolens die de structuren moeten afkoelen.
In maart 2017 uitte de voormalige Guggenheim directeur, Thomas Krens, sterke twijfels of het museum er ooit nog zou komen. Krens was in 2006 betrokken bij het sluiten van het contract. Officials spraken dit tegen, maar konden ook geen indicatie geven wanneer het museum er wel zou komen.